# Georg Gerstäcker
Georg Gerstacker (ur. 3 czerwca 1889 w Norymberdze, zm. 21 grudnia 1949 tamże) – niemiecki zapaśnik walczący w stylu klasycznym. Srebrny medalista olimpijski z Sztokholmu 1912. Walczył w wadze piórkowej.
Czwarty na mistrzostwach świata w 1913. Mistrz Europy w 1924; drugi w 1914; trzeci w 1921 roku.
Mistrz Niemiec w 1924, 1925 i 1927; drugi w 1926 i trzeci w 1919 i 1922.

## Letnie Igrzyska Olimpijskie 1912
| Konkurencja          | Rundy eliminacyjne     | Rundy eliminacyjne     | Rundy eliminacyjne     | Rundy eliminacyjne     | Rundy eliminacyjne  | Rundy eliminacyjne        | Runda finałowa         | Runda finałowa       | Runda finałowa         | Klas. końcowa |
| Konkurencja          | Przeciwnik I           | Przeciwnik II          | Przeciwnik III         | Przeciwnik IV          | Przeciwnik V        | Przeciwnik VI             | Przeciwnik VII         | Przeciwnik VIII      | Przeciwnik IX          | Miejsce       |
| -------------------- | ---------------------- | ---------------------- | ---------------------- | ---------------------- | ------------------- | ------------------------- | ---------------------- | -------------------- | ---------------------- | ------------- |
| 60 kg styl klasyczny | András Szoszky (HUN) Z | Risto Mustonen (FIN) Z | Hugo Johansson (SWE) Z | Lauri Haapanen (FIN) Z | Arvo Kangas (FIN) P | Ville Lehmusvirta (FIN) Z | Kalle Leivonen (FIN) Z | Otto Lasanen (FIN) Z | Kaarlo Koskelo (FIN) P | 2.            |